# Bandyliiga

Logo der Bandyliiga

Die Bandyliiga (Finnisch) oder Bandyligan (Schwedisch) ist die höchste Liga im finnischen Bandysport.

## Geschichte
Die erste finnische Meisterschaft im Bandy wurde 1908 ausgetragen. So war Bandy noch vor Eishockey und Fußball die erste Mannschaftssportart überhaupt, in der ein finnischer Landesmeister ermittelt wurde. Bis 1972 war der finnische Bandysport noch unter dem Dach des finnischen Fußballverbandes organisiert, seither werden die Meisterschaften vom finnischen Bandyverband (Suomen Jääpalloliitto) veranstaltet.
Bis auf die Kriegsjahre 1918, 1940 und 1942 wurde seit Gründung der Liga in jedem Jahr ein Meister ermittelt. Bis zum Zweiten Weltkrieg dominierten Bandyvereine aus Viipuri (deutsch Wiburg) und Helsinki die Meisterschaften. Helsingfors IFK ist mit 17 Meistertiteln der erfolgreichste Verein Finnlands.
Die Bandyliiga ist heute eine semiprofessionelle Liga; sie stellt auch ein bedeutendes Nachwuchsreservoir für die schwedische Elitserien dar, die einzige Bandy-Profiliga der Welt.

## Teilnehmende Mannschaften Saison 2013/14
- Borgå Akilles (Porvoo)
- Botnia-69 (Helsinki)
- Helsingfors IFK (Helsinki)
- Jyväskylän Seudun Palloseura (Jyväskylä)
- Mikkelin Kampparit (Mikkeli)
- Porin Narukerä (Pori)
- Oulun Luistinseura (Oulu)
- Tornion Palloveikot (Tornio)
- Warkauden Pallo -35 (Varkaus)
- Lappeenrannan Veiterä (Lappeenranta)

## Finnische Meister im Bandy
| - 1908 – Polyteknikkojen Urheiluseura - 1909 – Polyteknikkojen Urheiluseura - 1910 – Helsingfors IFK - 1911 – Helsingfors IFK - 1912 – Helsingfors IFK - 1913 – Helsingfors IFK - 1914 – Viipurin Sudet - 1915 – Viipurin Sudet - 1916 – Viipurin Sudet - 1917 – Viipurin Sudet - 1918 – keine Meisterschaft - 1919 – Viipurin Sudet - 1920 – Viipurin Sudet - 1921 – Helsingin Jalkapalloklubi - 1922 – Viipurin Sudet - 1923 – Helsingin Jalkapalloklubi - 1924 – Helsingin Jalkapalloklubi - 1925 – Viipurin Sudet - 1926 – Viipurin Sudet - 1927 – Viipurin Sudet - 1928 – Helsingin Jalkapalloklubi - 1929 – Viipurin Sudet - 1930 – Viipurin Sudet - 1931 – Viipurin Palloseura - 1932 – Viipurin Sudet - 1933 – Viipurin Sudet - 1934 – Helsingfors IFK - 1935 – Helsingfors IFK - 1936 – Viipurin Palloseura - 1937 – Helsingin Jalkapalloklubi - 1938 – Helsingfors IFK - 1939 – Helsingfors IFK - 1940 – keine Meisterschaft - 1941 – Helsingfors IFK - 1942 – keine Meisterschaft - 1943 – Warkauden Pallo -35 - 1944 – Helsingfors IFK | - 1945 – Warkauden Pallo -35 - 1946 – Warkauden Pallo -35 - 1947 – Warkauden Pallo -35 - 1948 – Warkauden Pallo -35 - 1949 – Lappeenrannan Urheilumiehet - 1950 – Warkauden Pallo -35 - 1951 – Lappeenrannan Veiterä - 1952 – Warkauden Pallo -35 - 1953 – Oulun Palloseura - 1954 – Warkauden Pallo -35 - 1955 – Lappeenrannan Veiterä - 1956 – Oulun Palloseura - 1957 – Lappeenrannan Veiterä - 1958 – Käpylän Urheilu-Veikot - 1959 – Käpylän Urheilu-Veikot - 1960 – Oulun Palloseura - 1961 – Oulun Palloseura - 1962 – Oulun Palloseura - 1963 – Oulun Palloseura - 1964 – Oulun Palloseura - 1966 – Warkauden Pallo -35 - 1967 – Warkauden Pallo -35 - 1968 – Mikkelin Palloilijat - 1969 – Veitsiluodon Vastus - 1970 – Oulun Luistinseura - 1971 – Warkauden Pallo -35 - 1972 – Veitsiluodon Vastus - 1973 – Veitsiluodon Vastus - 1974 – Veitsiluodon Vastus - 1975 – Oulun Luistinseura - 1976 – Oulun Luistinseura - 1977 – Oulun Luistinseura - 1978 – Helsingfors IFK - 1979 – Oulun Luistinseura - 1980 – Lappeenrannan Veiterä - 1981 – Akilles Borgå - 1982 – Oulun Luistinseura | - 1983 – Oulun Luistinseura - 1984 – Oulun Luistinseura - 1985 – Akilles Borgå - 1986 – Oulun Luistinseura - 1987 – Helsingfors IFK - 1988 – Helsingfors IFK - 1989 – Botnia-69 - 1990 – Oulun Luistinseura - 1991 – Oulun Luistinseura - 1992 – Botnia-69 - 1993 – Warkauden Pallo -35 - 1994 – Warkauden Pallo -35 - 1995 – Warkauden Pallo -35 - 1996 – Warkauden Pallo -35 - 1997 – Botnia-69 - 1998 – Helsingfors IFK - 1999 – Porin Narukerä - 2000 – Tornion Palloveikot - 2001 – Oulun Luistinseura - 2002 – Tornion Palloveikot - 2003 – Oulun Luistinseura - 2004 – Tornion Palloveikot - 2005 – Tornion Palloveikot - 2006 – Tornion Palloveikot - 2007 – Tornion Palloveikot - 2008 – Oulun Luistinseura - 2009 – Oulun Luistinseura - 2010 – IFK Helsingfors - 2011 – IFK Helsingfors - 2012 – Mikkelin Kampparit - 2013 – IFK Helsingfors - 2014 – Oulun Luistinseura - 2015 – Mikkelin Kampparit - 2016 – Botnia-69 - 2017 – Lappeenrannan Veiterä |

## Rekordmeister
Die folgende Aufstellung umfasst alle finnischen Meisterschaften:
| Rang | Verein                       | Titel | Jahr                                                                                                 |
| ---- | ---------------------------- | ----- | --- |
| 01.  | Helsingfors IFK              | 17    | 1910, 1911, 1912, 1913, 1934, 1935, 1938, 1939, 1941, 1944, 1978, 1987, 1988, 1998, 2010, 2011, 2013 |
| 02.  | Warkauden Pallo -35          | 16    | 1943, 1945, 1946, 1947, 1948, 1950, 1952, 1954, 1965, 1966, 1967, 1971, 1993, 1994, 1995, 1996       |
| 02.  | Oulun Luistinseura           | 16    | 1970, 1975, 1976, 1977, 1979, 1982, 1983, 1984, 1986, 1990, 1991, 2001, 2003, 2008, 2009, 2014       |
| 04.  | Viipurin Sudet               | 14    | 1914, 1915, 1916, 1917, 1919, 1920, 1922, 1925, 1926, 1927, 1929, 1930, 1932, 1933                   |
| 05.  | Oulun Palloseura             | 7     | 1953, 1956, 1960, 1961, 1962, 1963, 1964                                                             |
| 06.  | Tornion Palloveikot          | 6     | 2000, 2002, 2004, 2005, 2006, 2007                                                                   |
| 07.  | Helsingin Jalkapalloklubi    | 5     | 1921, 1923, 1924, 1928, 1937                                                                         |
| 07.  | Lappeenrannan Veiterä        | 5     | 1951, 1955, 1957, 1980, 2017                                                                         |
| 09.  | Veitsiluodon Vastus          | 4     | 1969, 1972, 1973, 1974                                                                               |
| 09.  | Botnia-69                    | 4     | 1989, 1992, 1997, 2016                                                                               |
| 11.  | Polyteknikkojen Urheiluseura | 2     | 1908, 1909                                                                                           |
| 11.  | Viipurin Palloseura          | 2     | 1931, 1936                                                                                           |
| 11.  | Käpylän Urheilu-Veikot       | 2     | 1958, 1959                                                                                           |
| 11.  | Borgå Akilles                | 2     | 1981, 1985                                                                                           |
| 15.  | Lappeenrannan Urheilu-Miehet | 1     | 1949                                                                                                 |
| 15.  | Mikkelin Palloilijat         | 1     | 1968                                                                                                 |
| 15.  | Porin Narukerä               | 1     | 1999                                                                                                 |
| 15.  | Mikkelin Kampparit           | 1     | 2012                                                                                                 |